# 広島県立大学
広島県立大学（ひろしまけんりつだいがく、英語: Hiroshima Prefectural University）は、広島県庄原市七塚町に本部を置いていた日本の公立大学である。1989年に設置され、2005年に廃止された。大学の略称は県大。
1954年に開学し1989年に閉学した広島県立農業短期大学（広島県東広島市）が前身。
経営学部、生物資源学部の2学部からなる大学である。2005年4月に県立広島女子大学及び広島県立保健福祉大学と統合し、県立広島大学となった。

## キャンパス
庄原市の南西約 10 km に位置し、三次市（旧・三良坂町）と接する七塚原高原の近くにある、自然豊かな環境。
付近にはキャンパス・附属施設、及び広島県立畜産技術センター、備北オートビレッジ、国営備北丘陵公園がある。
中国自動車道庄原ICから車で約 10 分
JR芸備線備後庄原駅から徒歩 1 分の庄原バスセンターから県立大学スクールバスで約 21 分

## 沿革
- 1989年 開学
- 1994年 経営情報学研究科、生物生産システム研究科 修士課程開設
- 1998年 経営情報学研究科，生物生産システム研究科 博士課程開設
- 2005年 県立広島女子大学及び広島県立保健福祉大学と統合、県立広島大学庄原キャンパスとなる。

## 学部
- 経営学部
  - 経営学科 - 統合時に広島キャンパスに移転、経営情報学部経営学科へ
  - 経営情報学科 - 統合時に広島キャンパスに移転、経営情報学部経営情報学科へ

- 生物資源学部
  - 生物資源開発学科 - 統合後は生命環境学部・生命科学科、生命環境学部・環境科学科へ
  - 生物資源管理学科 - 統合時に廃止

## 大学院
- 修士課程／博士課程
  - 経営情報学研究科
    - 経営情報学専攻 - 統合時に広島キャンパスに移転、総合学術研究科経営情報学専攻へ

  - 生物生産システム研究科
    - 生物生産システム学専攻 - 統合後は総合学術研究科生命システム科学専攻へ

## 附置機関・設備
- 附属図書館
- 緑農地管理センター

## 出身者
- 大竹美喜（アメリカンファミリー生命保険(AFLAC)日本法人設立者、元社長）
- エンジェリック乱世　(ものまねタレント)